# Могланапенг
Могланапенг (англ. Mohlanapeng) — одна з місцевих громад, що розташована в районі Таба-Цека, Лесото. Населення місцевої громади у 2006 році становило 9 882 чоловік.